# Johan Moraeus
Johan Hansson Moraeus, (9. března 1672 farnost Falu Kristine – 29. listopadu 1742 ve farnosti Stora Kopparbergs) byl švédský lékař a tchán Carla Linného

## Biografie
Byl synem Hanse Johana Moraeuse (zemřel 1677) a Barbry Svedbergové, jejíž otec Daniel Isaksson se zabýval těžbou rudy. 
Od roku 1708 byl Moraeus lékařem na dole Falu a v roce 1739 byl zvolen členem Královské švédské akademie věd. Dne 24. února 1715 se oženil s Alžbětou Hansdotterovou (1691-1769), dcerou Hanse Israelssona a Sáry Danielsdotterové. Měli spolu sedm dětí, z nichž nejstarší, Sára Alžběta Moraea, se v roce 1738 provdala za Carla Linného.